# 致命目擊
是一部2018年上映的韓國犯罪驚悚片，由電影《那天的氛圍》的導演曹圭章執導，李聖旻、金相浩、陳慶及郭時暘主演，於2018年8月15日在韓國上映。

## 劇情概要
講述目擊殺人事件後，目擊者成了殺人犯的下一個目標，於是兩人展開了令人窒息的追逐戰。

## 演員陣容

### 主要人物
- 李聖旻 飾演 韓尚勳
- 金相浩 飾演 張在燁
- 陳慶 飾演 秀珍，韓尚勳妻子。
- 郭時暘 飾演 宋泰浩

### 其他人物
- 裴貞華 飾演 崔書妍
- 申承煥 飾演 朴尚泰
- 鄭侑敏 飾演 尹熙媛
- 延濟旭 飾演 趙畢九，又名「可樂」。
- 黃英姬 飾演 婦女會長
- 孫鐘鶴 飾演 崔班長
- 李載宇 飾演 趙刑警
- 李敏雄 飾演 佑民
- 李相熹 飾演 保安
- 朴春 飾演 恩智，韓尚勳女兒。
- 金學善 飾演 組長
- 楊熙明 飾演 加油站員工
- 崔鄭仁 飾演 素允的母親
- 金子英 飾演 手推車大嬸
- 朴持厚 飾演 藝瑟
- 鄭宰光 飾演 超市裡的男子
- 禹智賢 飾演 送報員
- 李時勳 飾演 尚勳的公司同事
- 張泰民 飾演 搜查總部警察

### 特別出演
- 金成均 飾演 炯均
- 朴成根 飾演 紀錄片主持人

## 獎項榮譽
| 年份   | 頒獎禮               | 獎項         | 入圍者 | 結果 |
| ------ | -------------------- | ------------ | ------ | ---- |
| 2019年 | 第39屆韓國黃金攝影獎 | 評審團特別獎 | 陳慶   | 獲獎 |

## 外部連結
- Daum上《致命目擊》的資料

- 韩国电影数据库（KMDb）上《致命目擊》的資料
- 互联网电影数据库（IMDb）上《致命目擊》的资料（英文）
- 開眼電影網上《致命目擊》的資料（繁體中文）
- Yahoo奇摩電影上《致命目擊》的資料（繁體中文）
- 豆瓣电影上《致命目擊》的資料 （简体中文）
- 时光网上《致命目擊》的資料（简体中文）
- Box Office Mojo上《致命目擊》的资料（英文）
- 爛番茄上《致命目擊》的資料（英文）